# Echinogammarus marinus
Echinogammarus marinus is een vlokreeftensoort uit de familie van de Gammaridae. De wetenschappelijke naam van de soort is voor het eerst geldig gepubliceerd in 1815 door Leach. In 1815 publiceerde Leach het ook onder de naam Gammarus marinus. Deze naam is niet geaccepteerd